# ベッポ・レヴィ空間
関数解析学におけるベッポ・レヴィ空間（ベッポ・レヴィくうかん、英: Beppo-Levi space）とは超関数の空間である。名前はベッポ・レヴィに因む。
D' をシュワルツ超関数の空間、S' を Rn 上の緩増加超関数の空間、 α を多重指数、Dα を多重指数記法による微分作用素、 を v のフーリエ変換とする。
|·|r, p, Ω をソボレフ半ノルムとして、ベッポ・レヴィ空間  r, p(Ω) は次のように定義される。
{\displaystyle {\dot {W}}^{r,p}(\Omega )=\{v\in D'(\Omega ):|v|_{r,p,\Omega }<\infty \}.}
あるいは別の定義として、
{\displaystyle -m+{\frac {n}{2}}<s<{\frac {n}{2}}}
を満たす m ∈ N, s ∈ R について、
{\displaystyle H^{s}=\{v\in S'|{\hat {v}}\in L_{\text{loc}}^{1}(R^{n}),\int _{R^{n}}|\xi |^{2s}|{\hat {v}}(\xi )|^{2}\,d\xi <\infty \}}
としたとき、ベッポ・レヴィ空間 X m, s は以下のように定義される。
{\displaystyle X^{m,s}=\{v\in D'|\forall \alpha \in N^{n},|\alpha |=m,D^{\alpha }v\in H^{s}\}.}